# Отмица и убиство Алда Мора
Отмица и убиство Алда Мора, у Италији познато и као Случај Моро, представља преломни догађај у политичкој историји Италије. Ујутру 16. марта 1978, на дан када је нови кабинет на челу са Џулиом Андреотијем требало да добије гласање о поверењу у Италијанском парламенту, аутомобил Алда Мора, бившег премијера и тадашњег председника Хришћанске демократије, или DC, тада релативно највеће партије у Италији), напала је група екстремно левичарских терориста познатих као Црвене бригаде (итал. Brigate Rosse, или BR) у улици Виа Фани у Риму. Палећи из аутоматског оружја, терористи су убили Морине телохранитеље — двојицу Карабињерија у Морином ауту и тројицу полицајаца у пратећем возилу — и отели га. Овај догађај остао је национална траума. Ецио Мауро из La Repubblica описао је догађаје као италијански 9/11. Иако Италија није била једина европска земља погођена екстремистичким тероризмом — он се јављао и у Француској, Немачкој, Ирској и Шпанији, — убиство Мора било је врхунац италијанских Оловних година.
Деветог маја 1978, Морoво тело је пронађено у пртљажнику Рено 4 у улици Виа Кајетани након 54 дана заточеништва. Моро је био подвргнут политичком суђењу од стране „народног суда“ који су формирале Црвене бригаде, а које су од италијанске владе тражиле размену затвореника. Аутомобил са Морoвим телом пронађен је веома близу седишта и Хришћанске демократије и Италијанске комунистичке партије, или PCI, највеће комунистичке партије у западној Европи) у Риму. Црвене бригаде су се противиле Морoвом и PCI-јевом историјском компромису. Двадесет трећег јануара 1983, италијански суд осудио је 32 члана Црвених бригада на доживотни затвор због њихове улоге у отмици и убиству Мора, као и других злочина. Многи елементи и чињенице никада нису у потпуности разјашњени, упркос низу суђења, што је довело до појаве низа алтернативних теорија о догађајима, укључујући и теорије завере.